# Felix Gmür
Felix Gmür (ur. 7 czerwca 1966 w Lucernie) – szwajcarski duchowny katolicki, biskup Bazylei od 2011.

## Życiorys
Święcenia kapłańskie otrzymał 30 maja 1999 i został inkardynowany do diecezji bazylejskiej. Po święceniach został wikariuszem jednej z bazylejskich parafii. W latach 2001–2004 studiował w Rzymie, a po powrocie do kraju został wicerektorem diecezjalnego seminarium. W latach 2006–2010 sekretarz generalny szwajcarskiej Konferencji Episkopatu.
23 listopada 2010 papież Benedykt XVI mianował go biskupem Bazylei. Sakry biskupiej udzielił mu jego poprzednik - kard. Kurt Koch. W latach 2016–2019 był wiceprzewodniczącym Konferencji Episkopatu Szwajcarii, a w latach 2019–2025 przewodniczącym.
W 2019 popadł w konflikt z polskimi redemptorystami posługującymi w parafii Kreuzlingen. Miał ich tam namawiać do przyzwolenia na głoszenie kazań przez osoby świeckie, co zdaniem polskich zakonników stanowiło naruszenie prawa kanonicznego. Wskutek sporu polscy księża opuścili Szwajcarię.
Jest zwolennikiem kapłaństwa kobiet.